# Liste des pièces commémoratives de 2 euros de 2020
Carte
- deux pièces commémoratives de 2 € émises
- une pièce commémorative de 2 € émise
- pas de pièce commémorative de 2 € émise
- ne fait pas partie de la zone euro

Chronologie
2019 2021
Une pièce commémorative de 2 euros est une pièce de 2 euros frappée par un État membre de la zone euro ou par un des micro-États autorisés à frapper des pièces de monnaie libellées en euro, destinée à commémorer un événement historique ou célébrer un événement actuel important.
Cet article répertorie les 34 pièces commémoratives émises pour l'année 2020.

## Pièces émises
Pour un article plus général, voir Pièce commémorative de 2 euros.
| Allemagne                | Présidence du Brandebourg au Bundesrat, |                   |
|                          | Cette pièce est la quatorzième de la première série de 16 pièces de 2 € commémoratives sur les Länder allemands,. Vue du Palais de Sanssouci à Potsdam, avec les plateaux de vignes et les escaliers. En haut le millésime 2020. En bas, la légende BRANDENBURG (Brandebourg) au-dessus de l'initiale du pays émetteur D (pour Deutschland). L'anneau externe de la pièce comporte les douze étoiles du drapeau européen. |                   |
| Graveur : Jordi Truxa    | \| Gravure sur la tranche : \| Date : \| Tirage : \| \| \| 28 janvier 2020 \| 30 000 000 pièces \| |                   |
| Gravure sur la tranche : | Date : | Tirage :          |
|                          | 28 janvier 2020 | 30 000 000 pièces |

| Allemagne                | 50e anniversaire de l'agenouillement de Willy Brandt à Varsovie, le 7 décembre 1970, |                   |
|                          | Le Chancelier Willy Brandt de dos agenouillé devant le Monument aux héros du ghetto à Varsovie, en Pologne au pied duquel est déposé une gerbe de fleurs. À l'avant plan, une menorah décorée de sculptures de lions. À gauche, le début de la légende 50 JAHRE KNIEFALL (50 ans de l'agenouillement). En bas, la fin de la légende VON WARSCHAU (de Varsovie). Au-dessus de la menorah, le millésime 2020. Sous le monument, l'initiale du pays émetteur D (pour Deutschland). L'anneau externe de la pièce comporte les douze étoiles du drapeau européen. |                   |
| Graveur : Bodo Broschat  | \| Gravure sur la tranche : \| Date : \| Tirage : \| \| \| 8 octobre 2020 \| 30 000 000 pièces \| |                   |
| Gravure sur la tranche : | Date : | Tirage :          |
|                          | 8 octobre 2020 | 30 000 000 pièces |

| Andorre                  | 27e Sommet ibéro-américain, à Andorre |               |
|                          | Arbre stylisé composé, à gauche, de silhouettes humaines, symbolisant l'intégration de la société dans un avenir durable, et, à droite, de roues dentées, symbolisant la synergies entre les idées et les propositions des participants au Sommet ibérico-américain. En bas, à droite, le logo du Sommet, composé de 9 triangles. Le dessin est entouré de la légende XXVII CIMERA IBEROAMERICANA (27e Sommet ibérico-américain). À gauche de l'arbre, la mention du pays émetteur ANDORRA et le millésime 2020. L'anneau externe de la pièce comporte les douze étoiles du drapeau européen. |               |
| Graveur :                | \| Gravure sur la tranche : \| Date : \| Tirage : \| \| \| 9 décembre 2020 \| 73 500 pièces \| |               |
| Gravure sur la tranche : | Date : | Tirage :      |
|                          | 9 décembre 2020 | 73 500 pièces |

| Andorre                  | 50e anniversaire du suffrage universel pour les femmes en Andorre, instauré en 1970 |               |
|                          | Visage féminin d'où partent des lignes avec différents prénoms féminins catalans. le prénom VICTORIA y figure plusieurs fois. Le dessin est entouré de la légende 50 ANYS DEL SUFRAGI UNIVERSAL FEMENÍ (50 ans du suffrage universel féminin) et de la mention du pays émetteur ANDORRA suivi des années 1970-2020. L'anneau externe de la pièce comporte les douze étoiles du drapeau européen. |               |
| Graveur :                | \| Gravure sur la tranche : \| Date : \| Tirage : \| \| \| 9 décembre 2020 \| 60 000 pièces \| |               |
| Gravure sur la tranche : | Date : | Tirage :      |
|                          | 9 décembre 2020 | 60 000 pièces |

| Belgique                 | Année internationale de la santé des végétaux, |                |
|                          | Logo de l'année internationale composé de cinq feuilles d'arbre formant un disque au-dessus de l'année 2020 dont le premier zéro est divisé en 17 quartiers représentant les 17 objectifs du développement durable. En haut, la légende INTERNATIONAL YEAR OF PLANT HEALTH (Année internationale de la santé des végétaux). En bas, la mention du pays émetteur BE. L'anneau externe de la pièce comporte les douze étoiles du drapeau européen. |                |
| Graveur :                | \| Gravure sur la tranche : \| Date : \| Tirage : \| \| \| 5 mars 2020 \| 755 000 pièces \| |                |
| Gravure sur la tranche : | Date : | Tirage :       |
|                          | 5 mars 2020 | 755 000 pièces |

| Belgique                 | Jan van Eyck, |                |
|                          | Buste de Jan van Eyck d'après son autoportrait présumé L'Homme au turban rouge, accompagné d'une palette de peintre. À gauche, la signature latine de l'artiste. En haut à gauche, son nom J. van Eyck. À droite, le millésime 2020 au-dessus de la mention du pays émetteur BE. L'anneau externe de la pièce comporte les douze étoiles du drapeau européen. |                |
| Graveur : Luc Luycx      | \| Gravure sur la tranche : \| Date : \| Tirage : \| \| \| 15 octobre 2020 \| 155 000 pièces \| |                |
| Gravure sur la tranche : | Date : | Tirage :       |
|                          | 15 octobre 2020 | 155 000 pièces |

| Chypre                   | 30e anniversaire de l'Institut chypriote de neurologie et de génétique (en), fondé à Nicosie en 1990, |                |
|                          | Représentation stylisée d'un neurone avec ses ramifications. Le dessin est entouré de la légende ΙΝΣΤΙΤΟΎΤΟ ΝΕΥΡΟΛΟΓΊΑΣ & ΓΕΝΕΤΙΚΉΣ ΚΎΠΡΟΥ 1990-2020 (Institut chypriote de neurologie et de génétique 1990-2020). En bas la mention bilingue du pays émetteur ΚΥΠΡΟΣ - KIBRIS. L'anneau externe de la pièce comporte les douze étoiles du drapeau européen. |                |
| Graveur :                | \| Gravure sur la tranche : \| Date : \| Tirage : \| \| \| janvier 2021 \| 412 000 pièces \| |                |
| Gravure sur la tranche : | Date : | Tirage :       |
|                          | janvier 2021 | 412 000 pièces |

| Espagne                  | Architecture mudéjare d'Aragon, inscrite au patrimoine mondial de l'UNESCO depuis 1986, |                  |
|                          | Cette pièce est la onzième d'une série de pièces commémoratives sur les sites espagnols inscrits au patrimoine mondial de l'UNESCO. La Tour de San Salvador à Teruel, surmontée par la légende ARQUITECTURA MUDÉJAR DE ARAGÓN. À gauche, la mention du pays émetteur ESPAÑA, à la verticale. À droite, le millésime 2020. L'anneau externe de la pièce comporte les douze étoiles du drapeau européen. |                  |
| Graveur :                | \| Gravure sur la tranche : \| Date : \| Tirage : \| \| \| 1er février 2020 \| 4 000 000 pièces \| |                  |
| Gravure sur la tranche : | Date : | Tirage :         |
|                          | 1er février 2020 | 4 000 000 pièces |

| Estonie                             | 200e anniversaire de la découverte de l'Antarctique par Fabian Gottlieb von Bellingshausen, |                |
|                                     | Le voilier Vostok sur lequel a navigué l'Amiral Fabian Gottlieb von Bellingshausen et des falaises. En haut, le nom du navigateur Fabian Gottlieb von Bellingshausen. Sous le bateau, le mot ANTARTIKA (Antarctique) et le nombre 200. Au-dessus de la proue, la mention du pays émetteur EESTI surmontant le millésime 2020. L'anneau externe de la pièce comporte les douze étoiles du drapeau européen. Le dessin a été choisi à la suite du concours lancé par la Banque d'Estonie, le 12 décembre 2018. Les projets devaient être soumis pour le 18 février 2019. |                |
| Graveur : Tiiu Pirsko Mati Veermets | \| Gravure sur la tranche : \| Date : \| Tirage : \| \| \| 27 janvier 2020 \| 750 000 pièces \| |                |
| Gravure sur la tranche :            | Date : | Tirage :       |
|                                     | 27 janvier 2020 | 750 000 pièces |

| Estonie                  | 100e anniversaire du Traité de Tartu signé le 14 octobre 1920 à Tartu, |                  |
|                          | Un arbre stylisé où sont entremêlés les mots TARTU et RAHU (Paix). Au pied de l'arbre, la mention du pays émetteur EESTI et la date 02.02.2020 marquant le 100e anniversaire du Traité de Tartu. L'anneau externe de la pièce comporte les douze étoiles du drapeau européen. Le dessin a été choisi à la suite du concours lancé par la Banque d'Estonie, le 12 décembre 2018. Les projets devaient être soumis pour le 18 février 2019. |                  |
| Graveur : Ivar Sakk      | \| Gravure sur la tranche : \| Date : \| Tirage : \| \| \| 1er février 2020 \| 1 000 000 pièces \| |                  |
| Gravure sur la tranche : | Date : | Tirage :         |
|                          | 1er février 2020 | 1 000 000 pièces |

| Finlande                 | 100e anniversaire de la création de l'Université de Turku, fondée en 1920, |                           |
|                          | Dessin formé de barres et de boules symbolisant les interactions entre la société et les universités. En haut, le millésime 2020. À droite, la mention abrégée du pays émetteur FI. L'anneau externe de la pièce comporte les douze étoiles du drapeau européen. |                           |
| Graveur :                | \| Gravure sur la tranche : \| Date : \| Tirage : \| \| \| 14 août 2020 \| 800 000 pièces au maximum \| |                           |
| Gravure sur la tranche : | Date : | Tirage :                  |
|                          | 14 août 2020 | 800 000 pièces au maximum |

| Finlande                 | 100e anniversaire de la naissance de l'écrivain finlandais Väinö Linna, le 20 décembre 1920 à Urjala, |                           |
|                          | Effigie de Väinö Linna regardant vers la droite. Le fond est composé d'étoffes et de fils tissés traversant des livres. À gauche, son nom VÄINÖ LINNA. Sous son visage, le millésime 2020 et la mention abrégée du pays émetteur FI. L'anneau externe de la pièce comporte les douze étoiles du drapeau européen. |                           |
| Graveur :                | \| Gravure sur la tranche : \| Date : \| Tirage : \| \| \| 16 novembre 2020 \| 800 000 pièces au maximum \| |                           |
| Gravure sur la tranche : | Date : | Tirage :                  |
|                          | 16 novembre 2020 | 800 000 pièces au maximum |

| France                    | 50e anniversaire de la mort de Charles de Gaulle, le 9 novembre 1970 à Colombey les Deux Églises, du 130e anniversaire de sa naissance, le 22 novembre 1890 à Lille et du 80e anniversaire de l'Appel du 18 Juin, |                   |
|                           | Deux effigies de Charles de Gaulle. À l'avant plan, l'effigie du président lors de son deuxième septennat. À l'arrière plan, l'effigie du général des armées lors de l'appel du 18 juin 1940. Cachant une partie de son visage âgé, une croix de Lorraine sur laquelle est superposée la mention du pays émetteur RF (pour République française). À droite, son nom Charles de Gaulle. Dans la croix de Lorraine, les années de naissance 1890 et de mort 1970 de Charles de Gaulle, ainsi que le millésime 2020. L'anneau externe de la pièce comporte les douze étoiles du drapeau européen. Le même dessin a été reproduit sur des pièces de 10 et 100 euros. |                   |
| Graveur : Joaquin Jimenez | \| Gravure sur la tranche : \| Date : \| Tirage : \| \| \| 31 janvier 2020 \| 18 061 940 pièces \| |                   |
| Gravure sur la tranche :  | Date : | Tirage :          |
|                           | 31 janvier 2020 | 18 061 940 pièces |

| France                    | La recherche médicale, |                |
|                           | Visage féminin dans un cercle face à des fragments d'ADN également dans un cercle. Les deux cercles se rejoignent pour montrer l'union entre l'humain et l'infiniment petit. Dans les cheveux du visage, le mot UNION. Sous son menton, le millésime 2020. En haut, la mention abrégée du pays émetteur RF (pour République française). L'anneau externe de la pièce comporte les douze étoiles du drapeau européen. Originellement, une pièce de 2 € devait commémorer les Jeux olympiques de Paris de 2024. En raison de la crise sanitaire liée à la pandémie de Covid-19, la Monnaie de Paris a décidé de la remplacer par une pièce célébrant les chercheurs. |                |
| Graveur : Joaquin Jimenez | \| Gravure sur la tranche : \| Date : \| Tirage : \| \| \| 6 octobre 2020 \| 310 000 pièces \| |                |
| Gravure sur la tranche :  | Date : | Tirage :       |
|                           | 6 octobre 2020 | 310 000 pièces |

| Grèce                            | 2500e anniversaire de la Bataille des Thermopyles en 480 av. J.-C., |                |
|                                  | Casque grec antique entouré de la légende 2500 ΧΡΟΝΙΑ ΑΠΟ ΤΗ ΜΑΧΗ ΤΩΝ ΘΕΡΜΟΠΥΛΩΝ (2500 ans depuis la Bataille des Thermopyles) et de la mention du pays émetteur ΕΛΛΗΝΙΚΗ ΔΗΜΟΚΡΑΤΙΑ. À la hauteur du front, le millésime 2020. L'anneau externe de la pièce comporte les douze étoiles du drapeau européen. |                |
| Graveur : Geórgios Stamatópoulos | \| Gravure sur la tranche : \| Date : \| Tirage : \| \| \| 30 juin 2020 \| 750 000 pièces \| |                |
| Gravure sur la tranche :         | Date : | Tirage :       |
|                                  | 30 juin 2020 | 750 000 pièces |

| Grèce                            | 100e anniversaire de l'union de la Thrace occidentale à la Grèce, |                |
|                                  | Représentation d'une pièce de monnaie ancienne d’Abdère, en Thrace, portant un griffon, entourée de la légende 100 ΧΡΟΝΙΑ ΑΠΟ ΤΗΝ ΕΝΣΩΜΑΤΩΣΗ ΤΗΣ ΘΡΑΚΗΣ (100 ans de l'inclusion de la Thrace), de la mention du pays émetteur ΕΛΛΗΝΙΚΗ ΔΗΜΟΚΡΑΤΙΑ et du millésime 2020. |                |
| Graveur : Geórgios Stamatópoulos | \| Gravure sur la tranche : \| Date : \| Tirage : \| \| \| 16 juillet 2020 \| 750 000 pièces \| |                |
| Gravure sur la tranche :         | Date : | Tirage :       |
|                                  | 16 juillet 2020 | 750 000 pièces |

| Italie                      | 80 ans du Corps des Sapeurs Pompiers d'Italie, |                  |
|                             | Logo du Corpo nazionale dei vigili del fuoco (les pompiers) composé d'une flamme, d'un bouclier et de deux haches croisées, entouré de la légende CORPO NAZIONALE DEI VIGILI DEL FUOCO (Corps national des brigades du feu). À gauche, la mention abrégée du pays émetteur RI (pour Repubblica Italiana). À droite, le millésime 2020. L'anneau externe de la pièce comporte les douze étoiles du drapeau européen. |                  |
| Graveur : Luciana De Simoni | \| Gravure sur la tranche : \| Date : \| Tirage : \| \| \| 20 janvier 2020 \| 3 000 000 pièces \| |                  |
| Gravure sur la tranche :    | Date : | Tirage :         |
|                             | 20 janvier 2020 | 3 000 000 pièces |

| Italie                      | 150e anniversaire de la naissance de la pédagogue et médecin italienne Maria Montessori, le 31 août 1870 à Chiaravalle, |                  |
|                             | Dans un carré, l'effigie de face de Maria Montessori accompagné de trois éléments didactiques illustrant sa méthodologie éducative : un triangle dans un cercle, un triangle formé de trois triangles et un cube. Le long du bord gauche du carré, à l'intérieur, son prénom MARIA. Le long du bord inférieur, à l'intérieur, son nom MONTESSORI et, à l'extérieur, le millésime 2020. Coupant le côté droit du carré, la mention abrégée du pays émetteur RI (pour Repubblica Italiana). En haut l'année de naissance de la pédagogue 1870. L'anneau externe de la pièce comporte les douze étoiles du drapeau européen. |                  |
| Graveur : Luciana De Simoni | \| Gravure sur la tranche : \| Date : \| Tirage : \| \| \| 9 juin 2020 \| 3 000 000 pièces \| |                  |
| Gravure sur la tranche :    | Date : | Tirage :         |
|                             | 9 juin 2020 | 3 000 000 pièces |

| Lettonie                                                     | La céramique de Latgale, |                |
|                                                              | Chandelier en argile sous lequel est placée la légende LATGALES KERAMIKA. En haut, le millésime 2020 suivi de la mention du pays émetteur LATVIJA. L'anneau externe de la pièce comporte les douze étoiles du drapeau européen. |                |
| Graveur : Gundega Rancāne (dessin) Jānis Strupulis (gravure) | \| Gravure sur la tranche : \| Date : \| Tirage : \| \| \| 2e trimestre 2020 \| 412 000 pièces \| |                |
| Gravure sur la tranche :                                     | Date : | Tirage :       |
|                                                              | 2e trimestre 2020 | 412 000 pièces |

| Lituanie                    | Haute Lituanie, |                |
|                             | Cette pièce est la deuxième pièce d'une série de 5 pièces de 2 € commémoratives sur les régions ethnographiques de Lituanie. Armoiries de la Haute Lituanie composées d'un écusson portant un chevalier brandissant une épée (Vytis). L'écusson est porté par deux anges. Sous l'écusson, la devise en latin PATRIAM TUAM MUNDUM EXISTIMA (Considère ta patrie comme le monde). En bas, le nom de la région AUKŠTAITIJA (Haute Lituanie). En haut, la mention du pays émetteur LIETUVA et le millésime 2020. L'anneau externe de la pièce comporte les douze étoiles du drapeau européen. |                |
| Graveur : Rolandas Rimkūnas | \| Gravure sur la tranche : \| Date : \| Tirage : \| \| \| 16 septembre 2020 \| 500 000 pièces \| |                |
| Gravure sur la tranche :    | Date : | Tirage :       |
|                             | 16 septembre 2020 | 500 000 pièces |

| Lituanie                         | La Colline des Croix, près de Šiauliai, |                |
|                                  | Partie de la Colline des Croix avec des croix en bois ou en fer forgé. En bas, la légende KRYŽIŲ KALNAS (Colline des Croix). En haut, le millésime 2020 suivi de la mention du pays émetteur LIETUVA. L'anneau externe de la pièce comporte les douze étoiles du drapeau européen. |                |
| Graveur : Rytas Jonas Belevičius | \| Gravure sur la tranche : \| Date : \| Tirage : \| \| \| 4 novembre 2020 \| 500 000 pièces \| |                |
| Gravure sur la tranche :         | Date : | Tirage :       |
|                                  | 4 novembre 2020 | 500 000 pièces |

| Luxembourg               | 200e anniversaire de la naissance du Prince Henri d'Orange-Nassau, le 13 juin 1820 au Palais de Soestdijk, aux Pays-Bas, |                |
|                          | Effigies conjointes du Prince Henri d'Orange-Nassau et du Grand-Duc Henri. À gauche, la légende Prince Henri d'Orange-Nassau. Sous les effigies, la mention du pays émetteur LUXEMBOURG, au-dessus du millésime 2020. L'anneau externe de la pièce comporte les douze étoiles du drapeau européen. |                |
| Graveur :                | \| Gravure sur la tranche : \| Date : \| Tirage : \| \| \| 26 février 2020 \| 300 000 pièces \| |                |
| Gravure sur la tranche : | Date : | Tirage :       |
|                          | 26 février 2020 | 300 000 pièces |

| Luxembourg               | Naissance du Prince Charles, le 10 mai 2020 à Luxembourg, |                |
|                          | La pièce existe en deux versions, l'une avec les portraits en gravure classique, l'autre avec les portraits en version hologramme. Le Prince Guillaume et la Princesse Stéphanie tenant le Prince Charles, bébé, dans les bras. En bas, la légende S.A.R. DE PRËNZ CHARLES (S.A.R. le Prince Charles) au-dessus de sa date de naissance 10.05.2020 précédé d'une étoile. À gauche, en vertical, la mention du pays émetteur LËTZBUERG. À gauche du U, le monogramme couronné du Grand-Duc Henri. L'anneau externe de la pièce comporte les douze étoiles du drapeau européen. Pour la première fois, sur une pièce de 2 € émise par le Luxembourg, le Grand-Duc Henri n'apparaît pas sur la pièce. |                |
| Graveur :                | \| Gravure sur la tranche : \| Date : \| Tirage : \| \| \| Décembre 2020 \| 320 000 pièces \| |                |
| Gravure sur la tranche : | Date : | Tirage :       |
|                          | Décembre 2020 | 320 000 pièces |

| Malte                      | Temples mégalithiques de Skorba, à Żebbieħ, |                |
|                            | Cette pièce est la cinquième d'une série de 7 pièces commémoratives sur les sites préhistoriques maltais. Représentation des ruines des temples mégalithiques de Skorba. En haut, à droite, la légende, en deux lignes SKORBA TEMPLES au-dessus des années 3600-2500 BC (BC pour « avant Jésus-Christ »). En dessous du dessin, à gauche, la mention du pays émetteur MALTA au-dessus du millésime 2020. L'anneau externe de la pièce comporte les douze étoiles du drapeau européen. |                |
| Graveur : Noel Galea Bason | \| Gravure sur la tranche : \| Date : \| Tirage : \| \| \| 15 juillet 2020 \| 170 000 pièces \| |                |
| Gravure sur la tranche :   | Date : | Tirage :       |
|                            | 15 juillet 2020 | 170 000 pièces |

| Malte                                                    | Jeux d'enfants, |                |
|                                                          | Cette pièce est la cinquième et dernière pièce d'une série de 5 pièces commémoratives des enfants en solidarité dessinées par des élèves de secondaire sur les thèmes de l'amour, la paix, la nature/l'environnement, le patrimoine et les jeux. Dessin d'enfant représentant différents jeux dont un cerf-volant, une marelle, un cerceau, une toupie, une corde à sauter mais aussi trois abeilles. En haut, la mention du pays émetteur Malta. En bas, le millésime 2020. L'anneau externe de la pièce comporte les douze étoiles du drapeau européen. Le dessin a été choisi parmi les 129 projets présentés par des enfants pour les trois pièces de 2 € de la série : patrimoine culturel (2018), nature et environnement (2019) et jeu (2020). Le concours a été lancé le 13 novembre 2017 par la Banque centrale de Malte, en collaboration avec le ministère de l'éducation et de l'emploi de Malte et la Malta Community Chest Fund. Le jury a choisi le projet de Ymen Riahi, étudiant au St Nicholas College, à Ir-Rabat (Malte) pour l'année 2020. |                |
| Graveur : Ymen Riahi (dessin) Noel Galea Bason (gravure) | \| Gravure sur la tranche : \| Date : \| Tirage : \| \| \| Octobre 2020 \| 220 000 pièces \| |                |
| Gravure sur la tranche :                                 | Date : | Tirage :       |
|                                                          | Octobre 2020 | 220 000 pièces |

| Monaco                   | 300e anniversaire de la naissance du Prince Honoré III, le 10 novembre 1720 à Paris, en France |               |
|                          | Représentation du prince Honoré III, de face, tenant un sceptre à la main. En bas, le mot Naissance entouré des années 1720 et 2020. En haut, à gauche, le nom du prince HONORÉ III. En haut, à droite, le nom du pays émetteur MONACO. L'anneau externe de la pièce comporte les douze étoiles du drapeau européen. |               |
| Graveur :                | \| Gravure sur la tranche : \| Date : \| Tirage : \| \| \| 20 octobre 2020 \| 15 000 pièces \| |               |
| Gravure sur la tranche : | Date : | Tirage :      |
|                          | 20 octobre 2020 | 15 000 pièces |

| Portugal                 | 75e anniversaire de l'Organisation des Nations unies fondée le 24 octobre 1945, |                |
|                          | Emblème de l'Organisation des Nations unies sous le sigle de l'organisation en anglais et portugais UN et ONU, l'un en-dessous de l'autre, suivi du nombre 75 et des mots YEARS et ANOS (ans en anglais et portugais). En haut, le millésime 2020 et la mention du pays émetteur PORTUGAL. L'anneau externe de la pièce comporte les douze étoiles du drapeau européen. |                |
| Graveur : André Letria   | \| Gravure sur la tranche : \| Date : \| Tirage : \| \| \| 7 octobre 2020 \| 510 000 pièces \| |                |
| Gravure sur la tranche : | Date : | Tirage :       |
|                          | 7 octobre 2020 | 510 000 pièces |

| Portugal                 | 730e anniversaire de la fondation de l'Université de Coimbra, en 1290, |                |
|                          | Sur 4 lignes, le texte UNIVERSIDADE DE COIMBRA 730 ANOS (Université de Coimbra 730 ans) dans lequel on retrouve 6 triangles, symbolisant les toits de l'université. Au dessus, la tour de l'université. En bas, la mention du pays émetteur PORTUGAL et le millésime 2020. L'anneau externe de la pièce comporte les douze étoiles du drapeau européen. La pièce remplace celle initialement prévue consacrée à la participation du Portugal aux Jeux olympiques de Tokyo, reportée à 2021, comme les Jeux. |                |
| Graveur :                | \| Gravure sur la tranche : \| Date : \| Tirage : \| \| \| 1er septembre 2020 \| 360 000 pièces \| |                |
| Gravure sur la tranche : | Date : | Tirage :       |
|                          | 1er septembre 2020 | 360 000 pièces |

| Saint-Marin               | 500e anniversaire de la mort du peintre et architecte italien Raffaello Sanzio, dit Raphaël, le 6 avril 1520 à Rome, |               |
|                           | Détail de la peinture La Madone de Casa Santi peinte par Raphaël vers 1498, montrant le visage de la Sainte Vierge. En bas le nom du peintre RAFFAELLO (Raphaël). Dans la nuque de la Vierge Marie, l'année de la mort du peintre 1520 et le millésime 2020. L'anneau externe de la pièce comporte les douze étoiles du drapeau européen. |               |
| Graveur : Annalisa Masini | \| Gravure sur la tranche : \| Date : \| Tirage : \| \| \| 5 mars 2020 \| 54 000 pièces \| |               |
| Gravure sur la tranche :  | Date : | Tirage :      |
|                           | 5 mars 2020 | 54 000 pièces |

| Saint-Marin              | 250e anniversaire de la mort du peintre italien Giambattista Tiepolo, le 27 mars 1770 à Madrid, en Espagne, |               |
|                          | Détail du tableau Ange secourant Hagar peint par Giambattista Tiepolo en 1732, montrant un ange. En haut, le nom du peintre TIEPOLO. En bas, la mention du pays émetteur SAN MARINO. Sous l'aile, les années 1770 et 2020. L'anneau externe de la pièce comporte les douze étoiles du drapeau européen. |               |
| Graveur : Claudia Momoni | \| Gravure sur la tranche : \| Date : \| Tirage : \| \| \| 27 août 2020 \| 54 000 pièces \| |               |
| Gravure sur la tranche : | Date : | Tirage :      |
|                          | 27 août 2020 | 54 000 pièces |

| Slovaquie                | 20e anniversaire de l'entrée de la Slovaquie dans l'Organisation de coopération et de développement économiques (OCDE), le 14 décembre 2000, |                  |
|                          | Un cerveau humain stylisé formé par des circuits imprimés et un disque central représentant un microprocesseur. En bas, à droite, les armoiries de la Slovaquie. À cheval sur le cerveau, un carré reprend la légende 20 VÝROČIE VSTUP SR DO OECD (20e anniversaire de l'entrée dans l'OCDE). Sous le carré, la mention du pays émetteur SLOVENSKO et le millésime 2020. L'anneau externe de la pièce comporte les douze étoiles du drapeau européen. Le dessin a été choisi sur concours. Lancé par la Banque nationale de Slovaquie en juillet 2019, il a réuni 12 créateurs qui ont proposé un total de 28 projets. Un comité a désigné le vainqueur en septembre 2019. |                  |
| Graveur : Petr Valach    | \| Gravure sur la tranche : \| Date : \| Tirage : \| \| \| 20 novembre 2020 \| 1 000 000 pièces \| |                  |
| Gravure sur la tranche : | Date : | Tirage :         |
|                          | 20 novembre 2020 | 1 000 000 pièces |

| Slovénie                 | 500e anniversaire de la naissance du religieux et écrivain slovène Adam Bohorič, vers 1520, |                  |
|                          | Reproduction d'un élément de la page de titre de la grammaire slovène d'Adam Bohorič, en latin, Arcticae horulae succisivae, reprenant le texte slovène Vsaki jezik bode Boga spoznal. et, en ombre, sa traduction en latin Omnis lingua confitebitur Deo. (Chaque langue connaître Dieu). Le texte est noté en alphabet Bohorič. En arc de cercle, le nom de l'écrivain et son année de naissance présumée ADAM BOHORIČ 1520 suivi d'une barre oblique, de la mention du pays émetteur SLOVENIJA et du millésime 2020. L'anneau externe de la pièce comporte les douze étoiles du drapeau européen. Le dessin a été choisi sur concours. Lancé le 5 avril 2019 par la Banque de Slovénie, il a permis de recevoir 29 projets, à la fin du processus le 12 mai 2019. Sur proposition d'une commission spéciale, le gouvernement slovène a décerné trois prix. |                  |
| Graveur : Lana Semečnik  | \| Gravure sur la tranche : \| Date : \| Tirage : \| \| \| Janvier 2021 \| 1 000 000 pièces \| |                  |
| Gravure sur la tranche : | Date : | Tirage :         |
|                          | Janvier 2021 | 1 000 000 pièces |

| Vatican                                                            | 100e anniversaire de la naissance du Pape Jean-Paul II, né Karol Józef Wojtyła, le 18 mai 1920 à Wadowice en Pologne |               |
|                                                                    | Effigie du pape Jean-Paul II de face, à côté de la basilique de Wadowice et sa maison natale dans la même ville et au-dessus d'un rameau. À gauche, son nom PAPA GIOVANNI PAOLO II (Pape Jean-Paul II). À droite, son année de naissance 1920 et le millésime 2020. En bas, la mention du pays émetteur CITTÀ DEL VATICANO. L'anneau externe de la pièce comporte les douze étoiles du drapeau européen. |               |
| Graveur : Gabriella Titotto (dessin) Maria Angela Cassol (gravure) | \| Gravure sur la tranche : \| Date : \| Tirage : \| \| \| 23 juin 2020 \| 74 000 pièces \| |               |
| Gravure sur la tranche :                                           | Date : | Tirage :      |
|                                                                    | 23 juin 2020 | 74 000 pièces |

| Vatican                   | 500e anniversaire de la mort du peintre et architecte Raffaello Sanzio, dit Raphaël, le 6 avril 1520 à Rome, |               |
|                           | Dans la partie gauche, l'effigie de Raphaël, basé sur son autoportrait extrait de L'École d'Athènes. Dans la partie droite, deux chérubins fragment de La Madone Sixtine surmontés du nom du peintre RAFFAELLO SANZIO et des années 1520 et 2020. Sous les angelots, la mention du pays émetteur CITTÀ DEL VATICANO. L'anneau externe de la pièce comporte les douze étoiles du drapeau européen. |               |
| Graveur : Silvia Petrassi | \| Gravure sur la tranche : \| Date : \| Tirage : \| \| \| 16 octobre 2020 \| 67 000 pièces \| |               |
| Gravure sur la tranche :  | Date : | Tirage :      |
|                           | 16 octobre 2020 | 67 000 pièces |

## Compléments

### Lectures approfondies
- Olivier Fournier (dir.), €5 : €monnaies et €billets 1999-2009, Paris, Les Chevaux-Légers, 2009 (ISBN 978-2-916996-13-4)
- Catalogue euro, Monnaie et billets 2014, Geesthacht, Leuchtturm, 2014 (ISBN 978-3-00-026627-0)